# Vorkastell
Der Ringwall Vorkastell ist eine keltische Befestigungsanlage (Oppidum) auf dem gleichnamigen Quarzitsporn im Schwarzwälder Hochwald südwestlich von Börfink, auf der Gemarkung Buhlenberg, im westlichen Landkreis Birkenfeld, oberhalb des tief eingeschnittenen Trauntals. In älteren Karten und Schrifttum lautet der Name „Vorkastel“ (mit einem L). In der Umgebung gibt es mehrere ähnliche keltische Befestigungsanlagen: den viel größeren Ringwall von Otzenhausen auf dem gegenüberliegenden Dollberg, kleinere auf dem benachbarten Ringkopf bei Allenbach und der Wildenburg bei Kempfeld. Das Vorkastell liegt am Trauntal-Höhenweg, einer Traumschleife des Saar-Hunsrück-Steigs im Nationalpark Hunsrück-Hochwald.

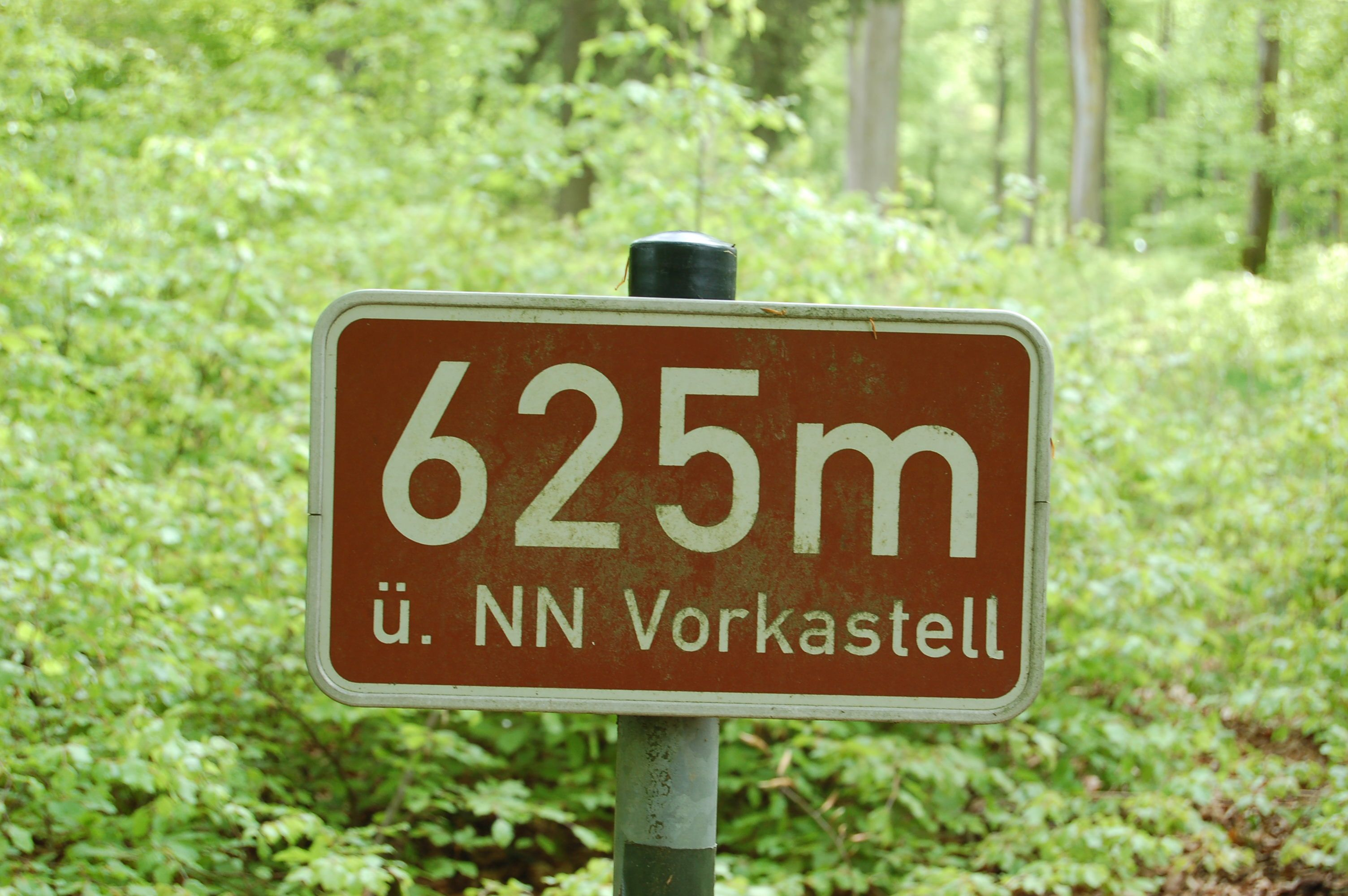
Amtliche Höhentafel am Vorkastell

## Die Wallanlage und ihre Bedeutung
Bei dem Ringwall Vorkastell handelt es sich vermutlich – Ausgrabungen stehen noch aus – um die Überreste einer keltischen Höhensiedlung, erbaut von den Treverern, vermutlich in der Zeit zwischen dem 5. und 3. Jahrhundert v. Chr. Er diente der Bevölkerung dieser Gegend wohl als Fliehburg für Menschen und Nutztiere während Kriegszeiten. Bei der Ringmauer aus Quarzitfindlingen handelt es sich um eine ovale, mit ca. 80 m Breite und ca. 120 m Länge vergleichsweise kleine Anlage von ca. 1 ha Fläche.

## Gegenwart
Die Anlage ist für die Öffentlichkeit ganzjährig zugänglich, am besten von Börfink aus auf einem allmählich ansteigenden asphaltierten Forstweg (Durchfahrtverbot für Kraftfahrzeuge). Sie ist jedoch nicht behindertengerecht. An einem Aussichtspunkt oberhalb einer Blockhalde befindet sich eine Liegebank.
Beim Aussichtspunkt findet sich eine Tafel, die über die Geologie des Vorkastells informiert, am Trauntal-Höhenweg informiert eine Tafel kurz über die Geschichte des Vorkastells. Auf dieser Tafel wird auch die Sage von der „Prinzessin im Vorkastell“ wiedergegeben.